# Melden
Melden est une section de la ville belge d'Audenarde située en Région flamande dans la province de Flandre-Orientale. C'était une commune à part entière avant la fusion des communes de 1971.

## Toponymie
Melnis (1116), Melna (1110), Melden (1154), Miaunes (1181), Meaunes (1219).

## Démographie

### Évolution démographique
- Sources : INS, Rem. : 1831 jusqu'en 1961 = recensements[2].

## Personnalités liées à la commune
- Jan Verroken (1917-2020), homme politique belge.